# Drets del col·lectiu LGBT a Zimbàbue

Aquest és un article sobre els drets LGBT a Zimbàbue. Les persones lesbianes, gais, bisexuals i transsexuals a Zimbàbue han d'afrontar reptes legals que no experimenten els residents no LGBT. Des del 1995 el govern del Zimbàbue ha realitzat campanyes contra els homes i dones homosexuals.

## Llei sobre l'activitat homosexual
Les prohibicions del dret anglosaxó inclouen la sodomia, definida com a "relacions sexuals il·legals i intencionals per l'anus entre dos mascles humans", així com delictes antinaturals, definits com la comissió il·legal i intencional d'un acte sexual antinatural per un persona amb una altra persona. L'article 11 de la Llei de control de la censura i entreteniment, que estableix que cap persona importarà, imprimirà, publicarà, distribuirà o mantindrà per a la venda cap publicació indesitjable (definida com a "indecent o obscena o ofensiva o nociva per a la moral pública" o que probablement és contrària a la salut pública "). has been used to harass LGBT people and activists.
Les lleis aprovades el 2006 tipifiquen una criminalització de qualsevol acció percebuda com a homosexual. El govern de Zimbàbue ha convertit en delicte penal per a dues persones del mateix sexe agafar-se, abraçar-se o besar-se. La llei de "devianció sexual" és una de les 15 addicions al Codi Penal de Zimbàbue aprovada sense oposició al Parlament. Les seccions relacionades amb gais i lesbianes formen part d'una revisió de les lleis de sodomia del país. Abans de llavors, les lleis contra la sodomia es limitaven a l'activitat sexual, i la llei revisada afirma ara que la sodomia és un "acte que implica el contacte entre dos homes que seria considerat per una persona raonable com un acte indecent".

### Intent d'asil de 2002
El 1998 William Kimumwe, que s'enfrontava a càrrecs de sodomia, va fugir de Zimbàbue per Kenya. El 2002 va arribar als Estats Units a buscar asil, que li va ser denegat per un jutge d'immigració. El 2005, el Tribunal d'Apel·lacions per al Vuitè Circuit dels Estats Units a l'estat de Missouri va confirmar la decisió del jutge d'immigració. Una majoria de dos jutges creia que les experiències de Kimumwe a Zimbabwe eren el resultat de les seves accions, no de la seva orientació sexual.

## Història de l'homosexualitat a Zimbàbue
Segons Marc Epprecht, l'homosexualitat va créixer entre els homes africans durant l'època colonial. Tot i que encara era extremadament controvertit, les arranjaments de pederàstia (anomenada ngotshana) van començar a aparèixer a determinades ciutats i camps de treball a partir de 1907. Altres relacions homosexuals masculines durant els primers temps colonials incloïen afers amorosos, prostitució, violacions i brutalitat sexual.
Marc Epprecht afirma que molts zimbabuesos creien que l'homosexualitat no era africana, sinó causada per una malaltia introduïda per colons blancs d'Europa.
Escrivint al segle xix sobre l'àrea del sud-oest de l'actual Zimbabwe, David Livingstone va afirmar que la monopolització de les dones pels caps ancians era essencialment responsable de la "immoralitat" practicada pels homes més joves. Smith i Dale esmenten un home parlant d'ila que es vestia de dona, feia el treball de les dones, vivia i dormia entre, però no amb, dones. L'etiqueta ila "mwaami" es traduïa com a "profeta". També van esmentar que la pederàstia no era rara "sinó que es considerava perillosa pel risc que el nen quedaria embarassat".
La revisió d'Epprecht de 250 casos judicials de 1892 a 1923 va trobar casos des dels inicis dels registres. Tots cinc casos de 1892 implicaven africans negres. Una defensa que es va oferir era que la "sodomia" era part del "costum" local. En un cas, un cap va ser convocat per declarar sobre les penes habituals i va informar que la pena era una multa d'una vaca, que era menys que la pena per l'adulteri. Durant tot el període, Epprecht va trobar l'equilibri d'acusats blancs i negres proporcional a la població. Tanmateix, observa, només, el que li va cridar l'atenció dels tribunals, la majoria de les relacions consensuades en privat no provocaven necessàriament notícies. Alguns casos van ser interposats per parelles que havien estat abandonats o que no havien rebut una indemnització promesa de la seva antiga parella sexual. I tot i que la norma era que el mascle més jove es quedés supí i no mostrés cap mena de gaudi, i menys encara que esperés cap mena de mutualitat sexual, Epprecht va trobar un cas en què un parell de mascles negres havien aturat la seva relació sexual per por a l'embaràs, però es volia per reprendre els torns penetrant-se l'un a l'altre.

### Líders religiosos
El bisbe anglicà d'Harare, Peter Hatendi, era un oponent vocal als drets dels homosexuals com a líder de l'Església en els anys 80 i 90, argumentant que l'homosexualitat és un pecat i que els homosexuals no haurien de ser acceptats a l'església.
El seu successor com a bisbe, Nolbert Kunonga, va acusar l'arquebisbe Rowan Williams d'"heretgia", i va suggerir que era "pressionat pel lobby de l'homosexualitat".

## Administració de Mugabe

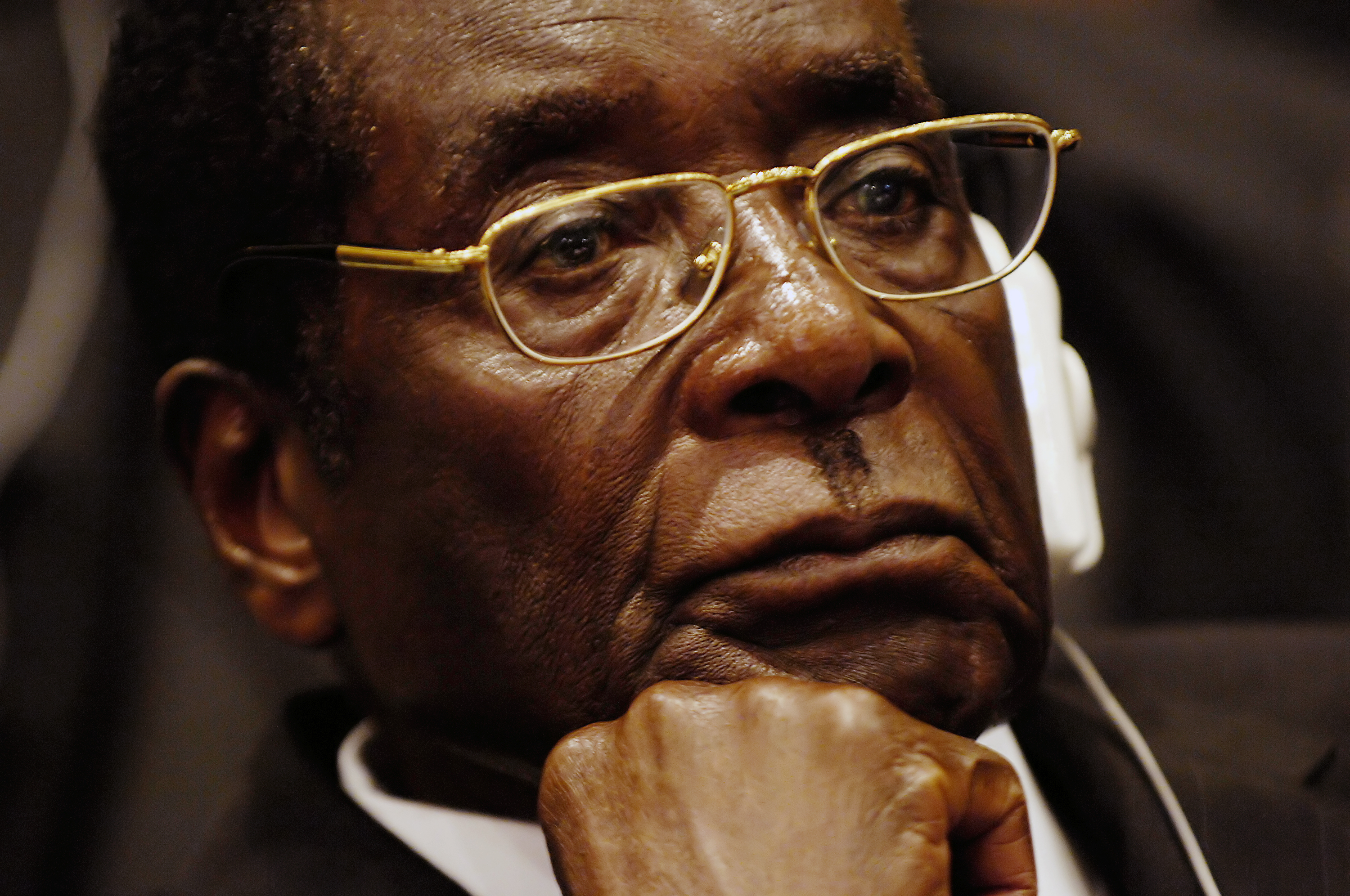
Robert Mugabe, a la cimera de la Unió Africana en 2008

Robert Mugabe, líder de Zimbàbue de 1980 a 2017, ha dut a terme activament accions contra persones LGBT i ha parlat en públic contra l'homosexualitat.
Mugabe va rebre crítiques mundials pels comentaris que va fer l'1 d'agost de 1995 després d'haver trobat un estant creat per l'Associació de Gais i Lesbianes de Zimbabwe (GALZ) a la Fira Internacional del Llibre de Zimbàbue a Harare. El GALZ, fundat en 1989 per facilitar la comunicació dins de la comunitat gai, no ha rebut gaire atenció del govern des d'aleshorest. Els comentaris de Mugabe després de veure l'establiment a la fira del llibre van ser:
| « | "Em sembla extremadament escandalós i repugnant a la meva consciència humana que tals organitzacions immorals i repulsives, com les dels homosexuals, que ofenen tant a la llei de la naturalesa com a les normes culturals defensades per la nostra societat, haurien de tenir cap advocat en el nostre mig i altres llocs del món." | » |

Dues setmanes més tard, durant les celebracions anuals de Zimbàbue, Mugabe va proclamar:
| « | "Degrada la dignitat humana: és antinatural i no es tracta de permetre que aquestes persones es comportin pitjor que els gossos i els porcs. Si els gossos i els porcs no ho fan, per què han de fer-ho els ésser humans? Tenim la nostra pròpia cultura, i hem de tornar a dedicar-nos als nostres valors tradicionals que ens fan éssers humans... El que ens persuadeix d'acceptar és un comportament subanimal i mai ho permetrem aquí. Si veieu que la gent desfila com a lesbianes i gais, arrestem-los i lliurem-los a la policia!." | » |

Des de llavors, el president Mugabe ha augmentat la repressió política dels homosexuals sota les lleis de sodomia de Zimbàbue. Mugabe ha culpat als gais de molts dels problemes de Zimbàbue i considera que l'homosexualitat és una cultura "no africana" i immoral portada per colons i practicada per només "uns pocs blancs" al seu país. Durant les seves celebracions del seu 82è aniversari, Mugabe va dir als seguidors que "deixessin els blancs fer-ho". Mugabe ha instruït als periodistes, la majoria dels quals treballen per a institucions estatals, a informar desfavorablement sobre relacions homosexuals. Alguns crítics creuen que Mugabe està utilitzant els gais com un boc expiatori per desviar l'atenció dels problemes econòmics de Zimbàbue.
El GALZ ha estat l'objectiu d'infiltració per part d'espies del govern i intents d'extorsió per part d'estrangers i coneguts ocasionals. Els homosexuals han estat subornats repetidament, detinguts, morts, batuts i de vegades violats per les autoritats. S'ha utilitzat l'Organització Central d'Intel·ligència per vèncer i arrestar els homosexuals.
En 1996 l'antic president Canaan Banana va ser arrestat a causa de les acusacions fetes durant el judici d'assassinat del seu ex guardaespatlles, Jefta Dube, i va ser considerat culpable d'onze acusacions de sodomia, intent de sodomia i assalt indecent el 1998. Va ser sentenciat a deu anys de presó, reduït a estat laic i va complir 6 mesos en una presó oberta.
El 1999 activistes gais britànics, liderat per Peter Tatchell, van intentar una detenció de Mugabe pel delicte de tortura. En 2001 Tatchell va intentar novament arrestar al president a Brussel·les però fou deixat inconscient a cops pels guàrdies de seguretat de Mugabe.

## Condicions de vida
L'homosexualitat és força tabú al país socialment conservador i la postura anti-gai de Mugabe ressona amb molts zimbabuesos. Els gais i lesbianes a Zimbàbue són amenaçats per la violència i els intents de suïcidi són comuns entre la comunitat gai. Hi ha uns pocs nightclubs a les àrees urbanes com Harare i Bulawayo tolerants amb els clients gais. La prostitució masculina és habitual en alguns clubs de Harare.

### VIH/SIDA
El VIH i la sida han estat una plaga a la població de Zimbabwe, i molts no poden pagar els fàrmacs antiretrovirals. Actualment, GALZ és un dels pocs lobbys a Zimbabwe amb un pla de tractament actiu de la SIDA. L'associació té la intenció de tenir tots els membres registrats prendre una prova de VIH. També distribueix pòsters que adverteixen a la gent sobre les maneres en què els gais són vulnerables a la SIDA.

## Activisme i grups de defensa
Gays and Lesbians of Zimbabwe és un destacat grup de drets LGBTI que es va formar el 1990. Després que Zimbàbue va obtenir la independència el 18 d'abril de 1980, es va produir una creixent escena gai a les zones urbanes. Molts creien que calia establir un grup amb objectius més seriosos per a la comunitat LGBTI, i les reunions es van iniciar a la fi dels anys vuitanta, i GALZ es va establir oficialment al setembre de 1990. Un dels objectius principals de GALZ és ajudar persones amb VIH/Sida. Inicialment separat de la causa de la comunitat de Zimbàbue contra el VIH/SIDA, GALZ és ara un dels principals defensors dels drets dels afligits i la seva salut.

## Taula resum
| Activitat sexual legal amb el mateix sexe                     | (des de 1891) / (sempre legal)          |
| Mateixa edat de consentiment                                  | No                                      |
| Lleis antidiscriminació a la feina                            | No                                      |
| Lleis antidiscriminació en la prestació de béns i serveis     | No                                      |
| Matrimoni del mateix sexe                                     | No                                      |
| Lleis antidiscriminació en el discurs de l'odi i la violència | No                                      |
| Reconeixement de les parelles del mateix sexe                 | (prohibició constitucional des de 2013) |
| Adopció de fillastres per parelles del mateix sexe            | No                                      |
| Adopció conjunta per parelles del mateix sexe                 | No                                      |
| Prestació de servei militar per gais i lesbianes              | No                                      |
| Dret legal a canviar de gènere                                | No                                      |
| Accés a la fecundació in vitro per lesbianes                  | No                                      |
| Subrogació comercial per a parelles d'homes homosexuals       | No                                      |
| Permís per donar sang als MSMs                                | No                                      |